# David Sassoli
David Maria Sassoli (italienskt uttal: [ˈda.vid maˈri.a sasˈsɔːli]), född 30 maj 1956 i Florens i Toscana, död 11 januari 2022 i Aviano i Friuli-Venezia Giulia, var en italiensk politiker och journalist.

## Biografi
Sassoli tog en kandidatexamen i statsvetenskap vid Universitetet i Florens. Han arbetade därefter som journalist. År 2009 lämnade han journalistiken och blev politiker för Demokratiska partiet. Han valdes in som ledamot i Europaparlamentet samma år och satt med i partigruppen S&D. Han valdes till Europaparlamentets talman den 3 juli 2019, och innehade posten fram till sin död. Han var den sjunde italienaren på den positionen.

## Valhistorik
| Valår | Parlament         | Valkrets         | Parti | Parti | Röster  | Resultat |
| ----- | ----------------- | ---------------- | ----- | ----- | ------- | -------- |
| 2009  | Europaparlamentet | Centrala Italien |       | PD    | 405 967 | Tillvald |
| 2014  | Europaparlamentet | Centrala Italien |       | PD    | 206 557 | Tillvald |
| 2019  | Europaparlamentet | Centrala Italien |       | PD    | 128 572 | Tillvald |